# Inhumans (série télévisée)
The Defenders The Punisher
Marvel's Inhumans, ou simplement Inhumans, est une série télévisée américaine en huit épisodes de 43 minutes développée par Scott Buck et diffusée entre le 29 septembre
 et le 10 novembre 2017 sur le réseau ABC et en simultané sur le réseau CTV au Canada.
Initialement pensée pour être un film, elle est adaptée des personnages de comics Inhumains de Marvel Comics, race introduite dans la deuxième saison de la série Les Agents du SHIELD. Elle fait partie de l'univers cinématographique Marvel et est la troisième production télévisée de l'univers destinée au réseau ABC également produite par Marvel Television et ABC Studios.
Financés par IMAX Corporation, les deux premiers épisodes sont sortis dans les salles de cinéma utilisant leur technologie le 1er septembre 2017 et sont restés à l'affiche durant deux semaines.
En France, la série était initialement prévue pour le 14 décembre 2017 sur Altice Studio puis pour le 21 avril 2018 mais a été déprogrammée deux fois et a finalement été diffusée du 21 juin 2018 au 12 juillet 2018. Au Québec, la série est diffusée depuis le 4 septembre 2018 sur Ztélé. Elle reste inédite dans les autres pays francophones.

## Synopsis
Sur la face cachée de la Lune, la cité d'Attilan cache une communauté d'Inhumains vivant depuis plusieurs générations loin de la Terre. Alors que des Inhumains réapparaissent sur Terre après que des cristaux tératogènes ont été libérés en mer, le règne du roi Blackagar Boltagon, à la voix destructrice, est menacé par son frère Maximus, un Inhumain sans pouvoirs qui aspire à ce que ses semblables reprennent leur place sur Terre. La conspiration va forcer le roi, la reine Médusa, son conseiller Karnak et le chef de la garde royale Gorgone à trouver refuge sur Terre, sur l'île d'Oahu, pendant que Maximus prend le pouvoir.

## Distribution

### Acteurs principaux
- Anson Mount (VF : Jean-Alain Velardo) : Blackagar Boltagon / Flèche Noire[6]
- Serinda Swan (VF : Margot Faure) : Médusa[7]
- Iwan Rheon (VF : Olivier Augrond) : Maximus Boltagon (en)[8]
- Ken Leung (VF : Laurent Morteau) : Karnak[9]
- Eme Ikwuakor (VF : Daniel Lobé) : Gorgone[10]
- Isabelle Cornish (VF : Marie Tirmont) : Crystal[10]
- Ellen Woglom (VF : Charlotte Marin) : Louise Fisher

Distribution principale
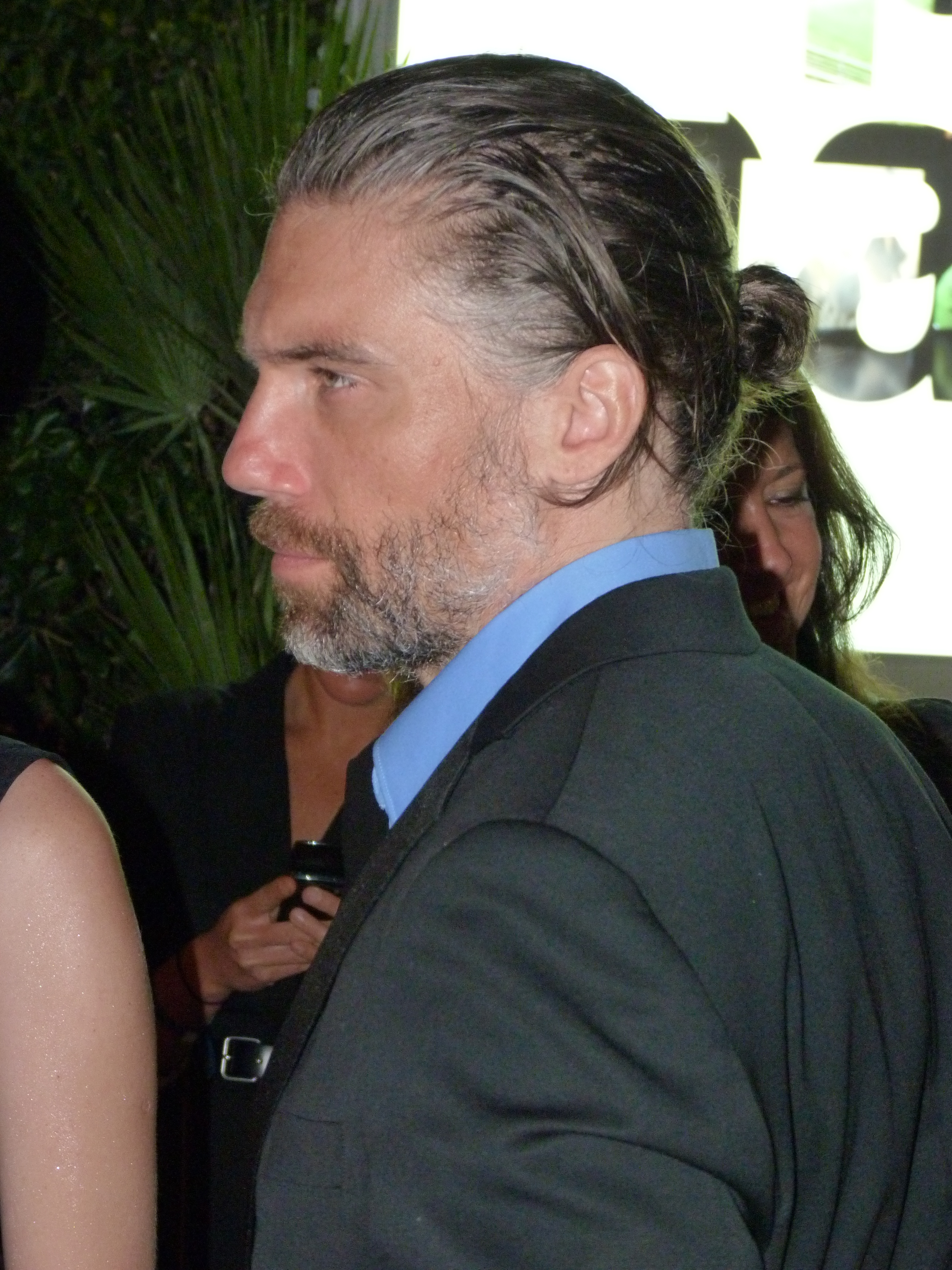
Anson Mount interprète Blackagar Boltagon / Flèche noire.
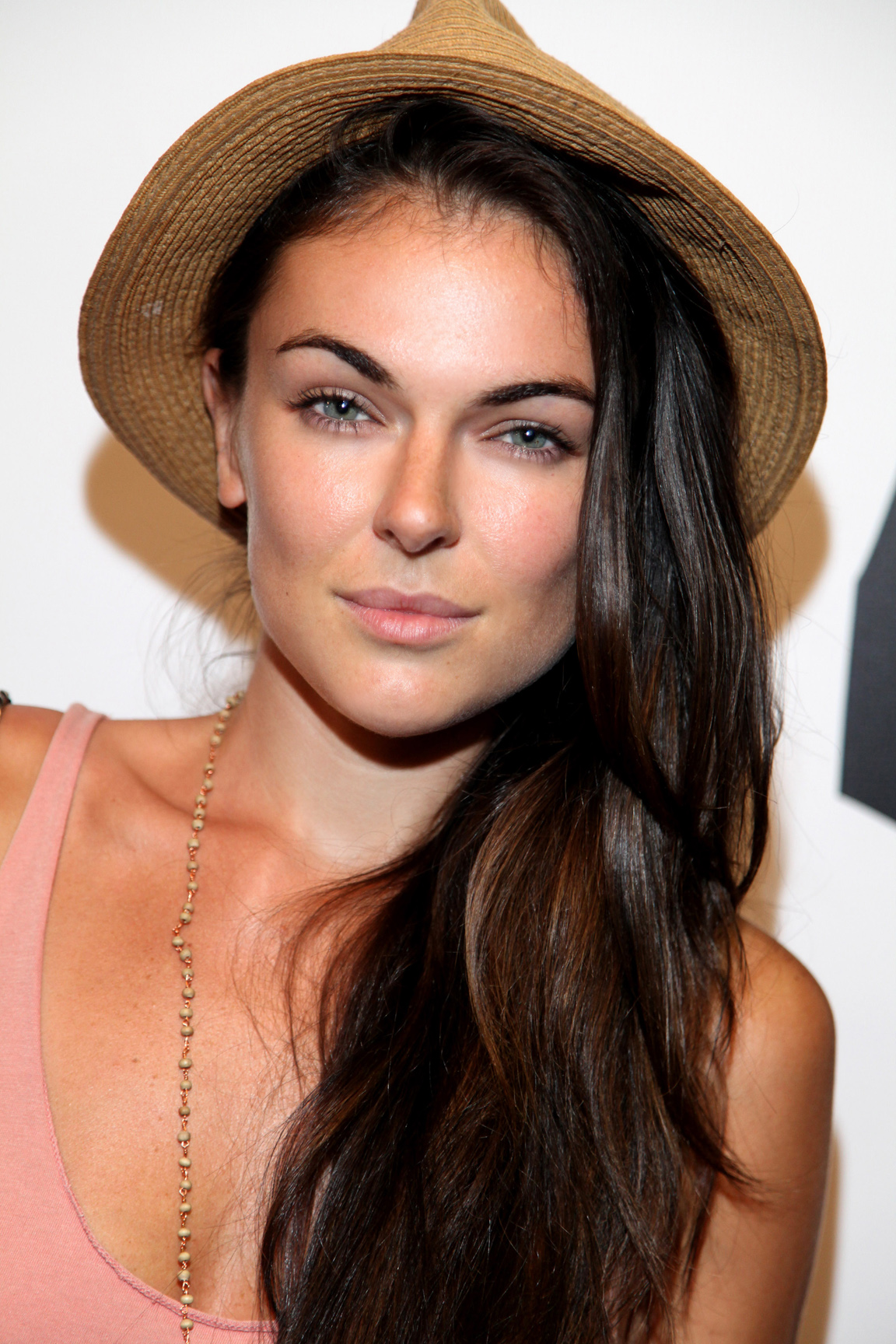
Serinda Swan interprète Médusa.
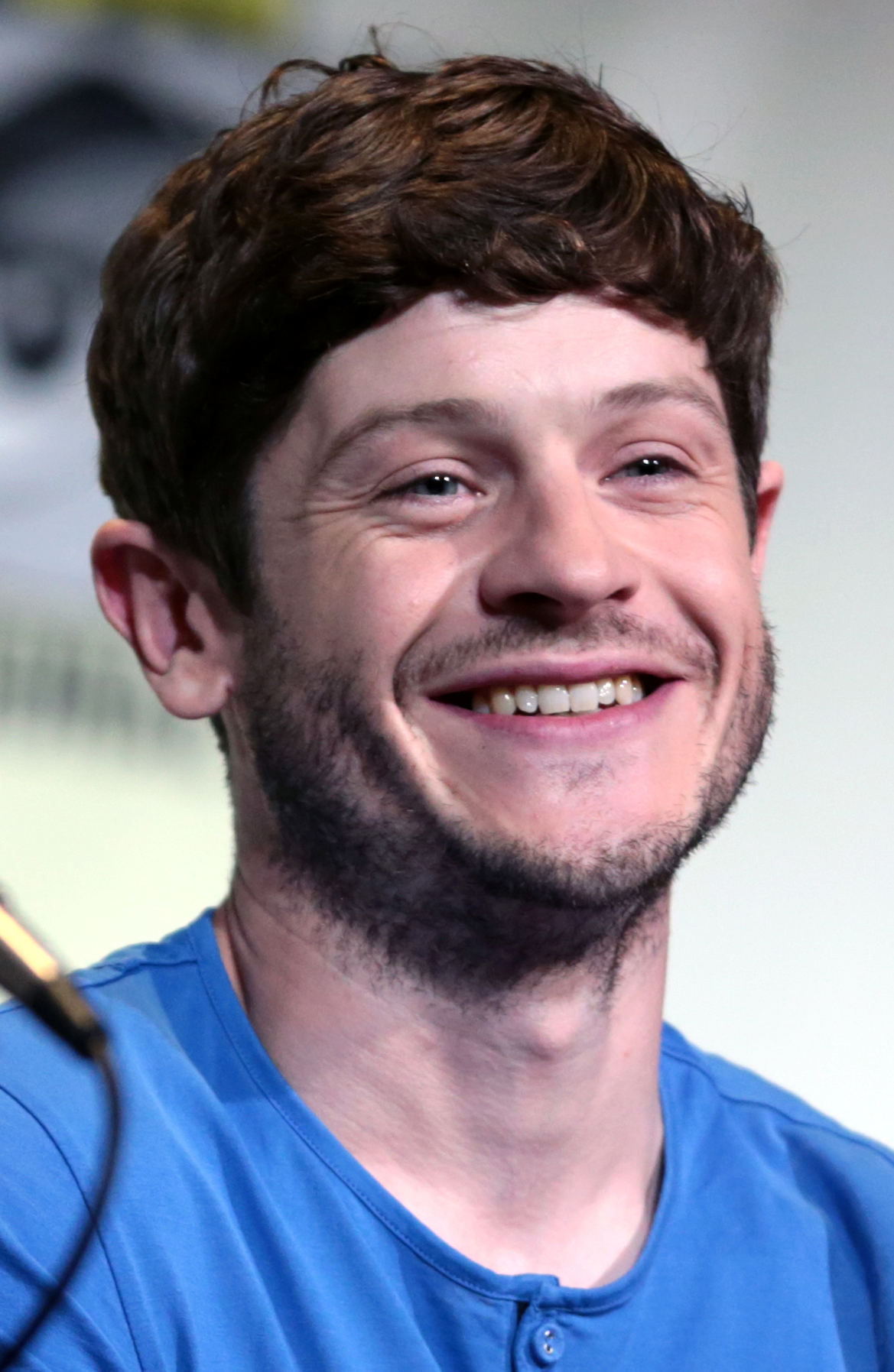
Iwan Rheon interprète Maximus Boltagon.
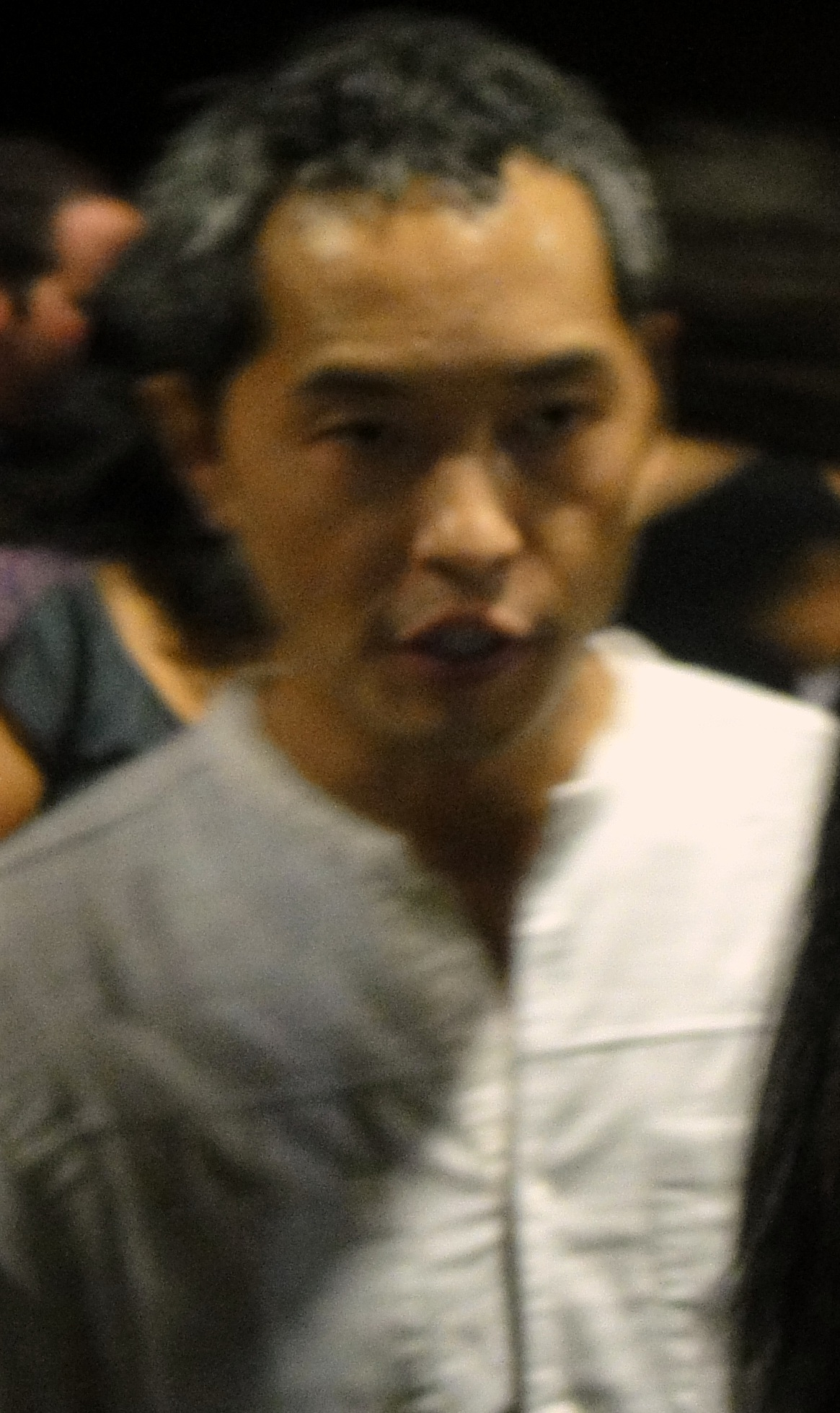
Ken Leung interprète Karnak.
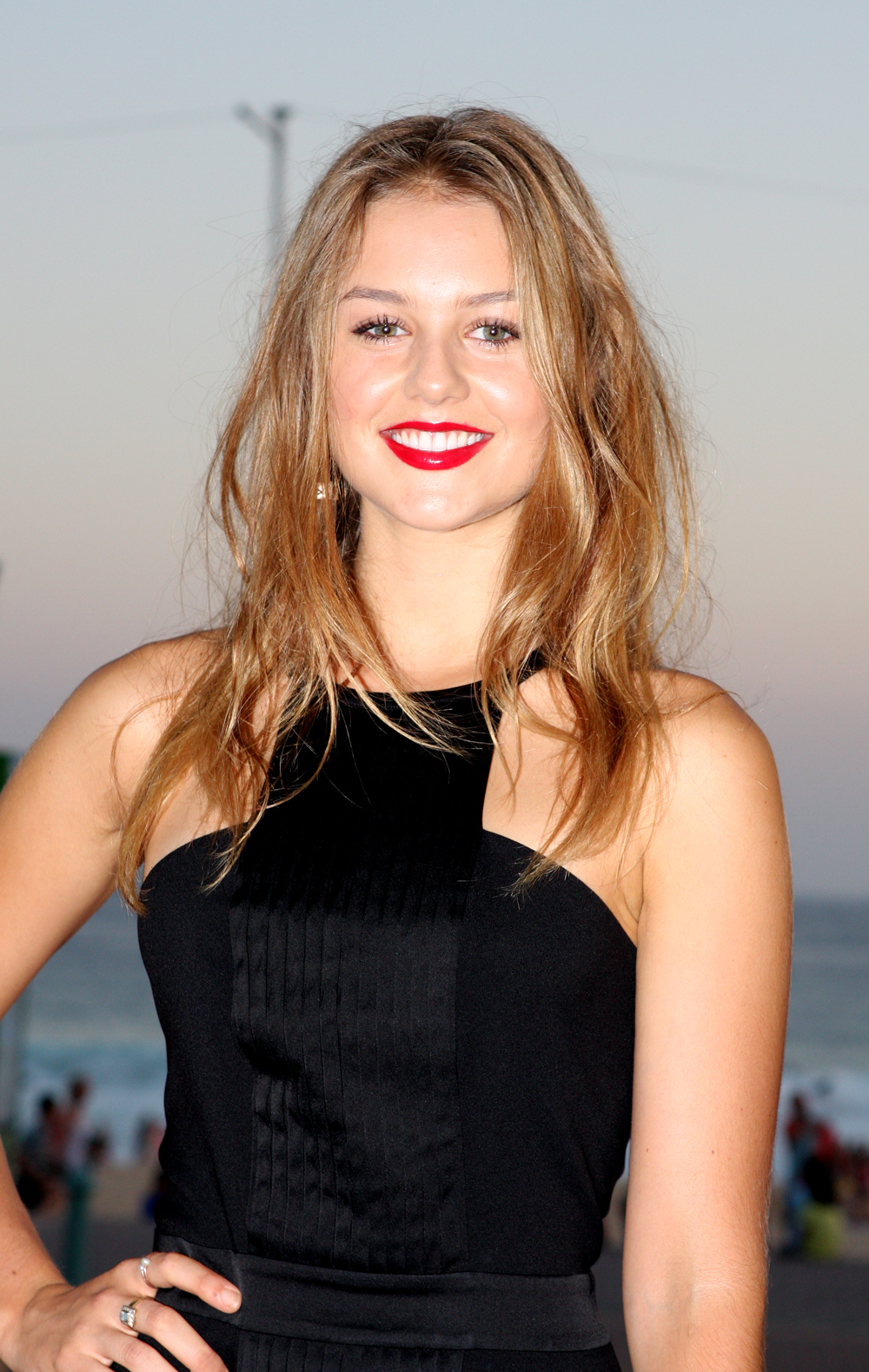
Isabelle Cornish interprète Crystal.

### Acteurs récurrents et invités
- Mike Moh (VF : Stéphane Fourreau) : Triton[10]
- Sonya Balmores (VF : Audrey Sablé) : Auran
- Henry Ian Cusick (VF : Bruno Choel) : Dr Evan Declan
- Faleolo Alailima (VF : Raphaël Cohen) : Sammy
- Michael Buie : Roi Agon
- Tanya Clarke : Reine Rynda
- Marco Rodriguez : Kitang
- Liv Hewson (VF : Camille Donda) : Audrey

 Source et légende : version française (VF) sur RS Doublage

## Production

### Développement

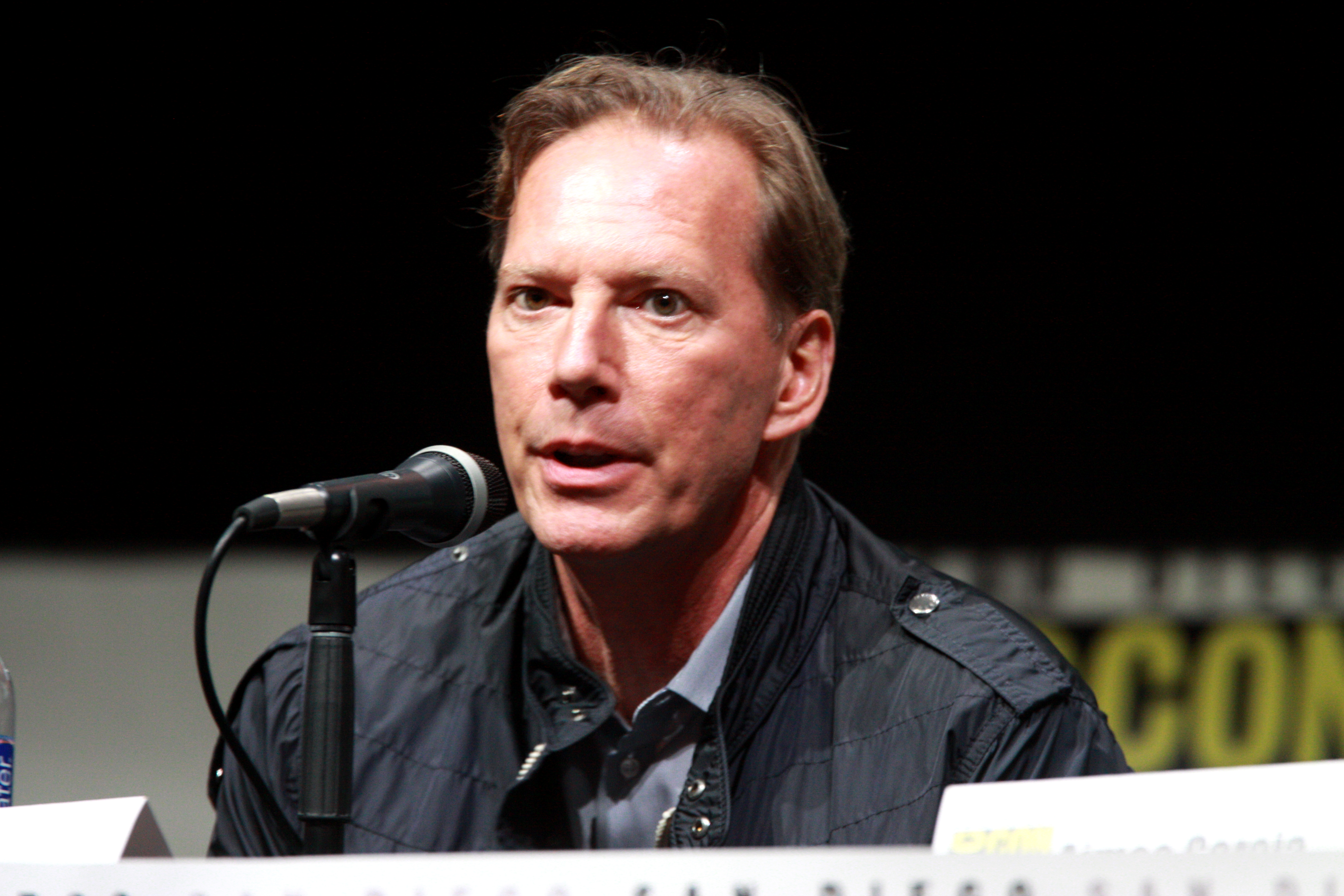
Scott Buck (ici au Comic-Con de San Diego en 2013), déjà créateur de la série télévisée Iron Fist, collabore de nouveau avec Marvel en tant que créateur et producteur délégué de The Inhumans.

En mars 2011, Marvel Studios (filiale de The Walt Disney Company produisant des films adaptant l'univers Marvel) prévoit le développement d'un film centré sur les Inhumains. Le film est officiellement annoncé en octobre 2014 pour intégrer la troisième phase de l'univers cinématographique Marvel avec une date de sortie prévue le 2 novembre 2018 aux États-Unis. Lors de la diffusion américaine en décembre 2014 de la seconde saison de Marvel : Les Agents du S.H.I.E.L.D., les Inhumains sont introduits dans l'univers cinématographique Marvel. En avril 2016, le film est retiré du calendrier des productions de Marvel Studios sans être officiellement annulé. Jed Whedon, producteur exécutif de Marvel : Les Agents du S.H.I.E.L.D. déclare que le format des séries télévisées offre « un peu plus de liberté » et qu'il est possible d'en « faire un petit peu plus » durant la quatrième saison de la série pour explorer le potentiel de certains Inhumains.
En mai 2016, ABC annule la série télévisée Agent Carter et le projet de série télévisée dérivée de Marvel : Les Agents du SHIELD intitulée Marvel's Most Wanted. Le président de la société ABC, Channing Dungey, affirme que Marvel et ABC cherchent à créer une série télévisée qui puisse profiter aux deux sociétés. Puis, en novembre 2016, Kevin Feige, producteur, réitère que le projet sur les Inhumains verra bien le jour, durant la quatrième phase de l'univers cinématographique Marvel, peut-être en tant que film, mais sûrement en tant que série télévisée. Peu après, Marvel Television (filiale de The Walt Disney Company produisant des séries télévisées de l'univers Marvel), IMAX Corporation et la chaîne ABC trouvent un accord pour produire une série télévisée afin de mieux utiliser les personnages et pour éviter de surcharger le calendrier des films de Marvel Studios. La série nouvellement annoncée ne reprendra pas le scénario prévu pour le film et ne sera pas non plus une série dérivée de Marvel : Les Agents du S.H.I.E.L.D..
La société IMAX Corporation, qui sert de partenaire financier, n'a jamais autant investi pour une série télévisée en produisant intégralement les deux premiers épisodes de la série. IMAX Corporation avait déjà approché Marvel auparavant à l'occasion d'un événement sur la série Game of Thrones en 2015, événement grâce auquel Marvel a reçu favorablement l'idée de dépenser plus d'argent, notamment en effets visuels (ceux de Marvel : Les Agents du S.H.I.E.L.D. étant souvent critiqués). La chaîne ABC espère quant à elle que le partenariat avec IMAX Corporation attirera une plus large audience, comme le fait déjà le partenariat conclu entre Marvel Television, la chaîne ABC et le service de flux Netflix ainsi qu'une plus grande audience pour une potentielle cinquième saison de Marvel : Les Agents du S.H.I.E.L.D. Le président de Disney-ABC Television Group, Ben Sherwood, considère ce partenariat comme un « quadruple gagnant - gagnant pour IMAX, gagnant pour Marvel, gagnant pour ABC Studios et gagnant pour ABC en lançant une série télévisée de façon innovante » dans un marché profitable aux séries télévisées.
En décembre 2016, Scott Buck, créateur de la série Iron Fist, issue d'une collaboration entre Marvel et Netflix, est confirmé en tant que producteur délégué de la série avec Jeph Loeb et Jim Chory. Jean Higgings, producteur délégué de la série Lost : Les Disparus, diffusée sur le réseau ABC, est dorénavant producteur pour la série. Ben Sherwood déclare que les personnes à l'origine du projet ont travaillé assidument avec Marvel Studios afin que la série intègre parfaitement l'univers cinématographique Marvel.
Le 20 janvier 2017, il est annoncé que le cinéaste hollandais Roel Reiné avait été choisi pour réaliser les deux premiers épisodes de la série qui seront proposés dans les salles de cinéma le 1er septembre 2017.
Le 16 mai 2017, ABC annonce ses grilles de rentrée. La série sera diffusée le vendredi soir à 21 h après Once Upon a Time.
Le 29 juin 2017, la bande annonce officielle est disponible sur Youtube.
Le 11 mai 2018, ABC met fin à la série.

### Distribution des rôles
Le 21 février 2017, Iwan Rheon est révélé en tant qu'interprète de Maximus, suivi par Anson Mount en tant que Flèche noire. En mars 2017, Serinda Swan est confirmée dans le rôle de Medusa, Ken Leung en tant que Karnak, Eme Ikwuakor en tant que Gorgone, Isabelle Cornish dans le rôle de Crystal, Mike Moh pour jouer Triton, Sonya Balmores pour interpréter Auran, et Ellen Woglom dans un rôle tenu secret.

### Tournage

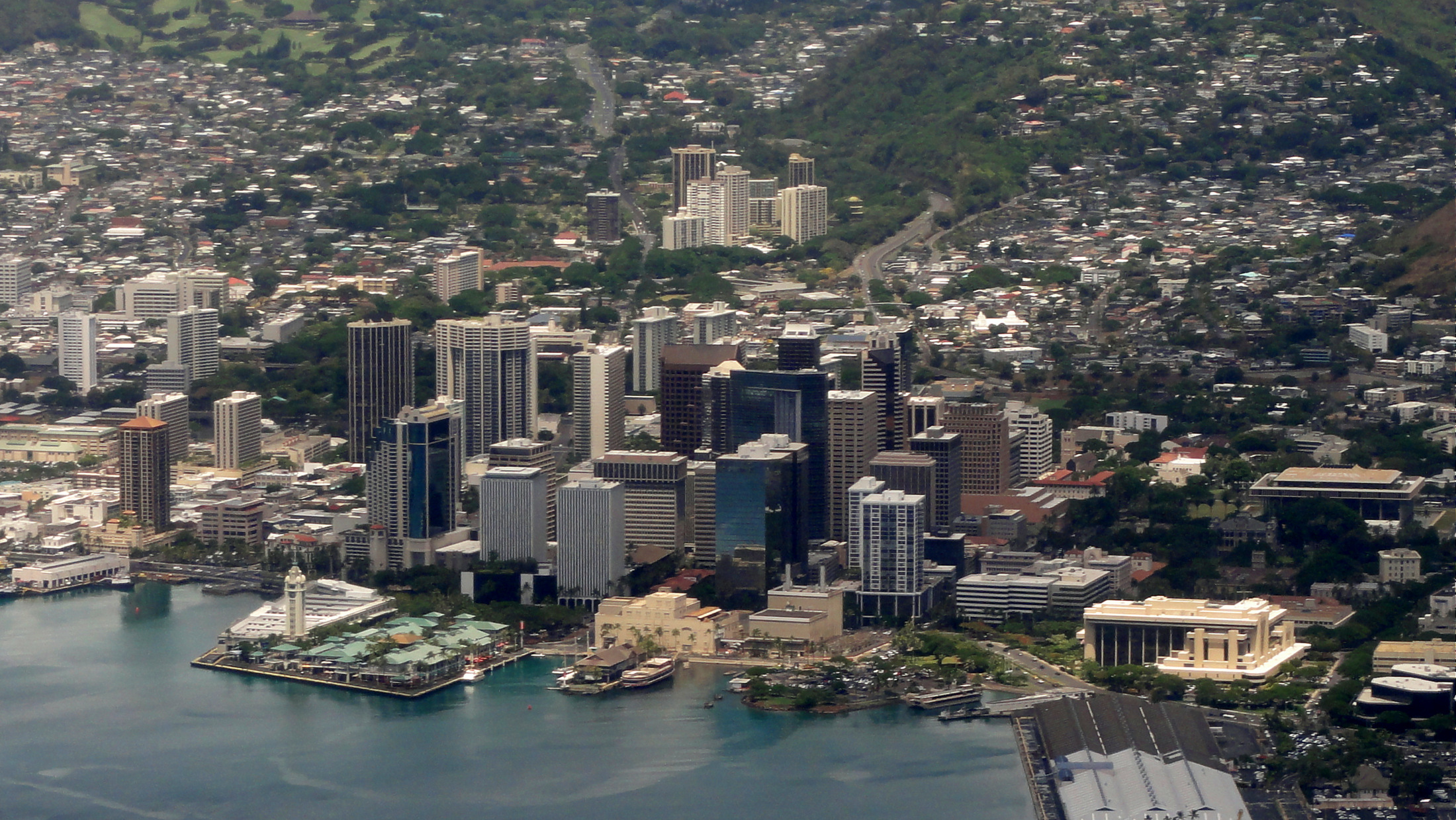
Honolulu, Hawaii.

Le tournage débute le 5 mars 2017 dans le centre-ville d'Honolulu à Hawaï sous le titre de travail Project Next. Le studio implante sa production à Kalaeloa dans l'ancien aéroport d'Honolulu. Des scènes de tournage additionnelles sont tournées à Diamond Head et dans le Capitole de l'État d'Hawaï. Les deux premiers épisodes sont filmés avec des caméras IMAX pour pouvoir être diffusés dans les cinémas IMAX.
Hawaï a été choisie comme destination pour le tournage en raison des faibles coûts de production pour le cinéma et en raison des relations entretenues par Hawaï et The Walt Disney Company. Cependant, le seul studio de production audiovisuelle de l'île étant occupé par le tournage de la série Hawaii 5-0, un nouvel espace est requis pour le tournage. L'Hawaii State Film Office demande alors la transformation de l'ancien aéroport d'Honolulu en studio de production et l'unité d'Hawaï de la Navy cède l'emplacement au Hawaiian Department of Business, Economic Development and Tourism (« Département hawaien du commerce, du développement économique et du tourisme ») début 2017. La série a permis de créer une centaine d'emplois et a rapporté de 80 à 100 millions de dollars à l'économie de l'État.
Pour préparer son rôle (son personnage doit rester muet), Anson Mount a consulté des traducteurs en langue des signes afin d'en développer une version personnelle.

## Fiche technique
Sauf indication contraire, les informations mentionnées dans cette section peuvent être confirmées par la base de données cinématographiques IMDb,  présente dans la section « Liens externes ».
- Titre original : Marvel's The Inhumans
- Création : Scott Buck d'après les personnages créés par Stan Lee et Jack Kirby
- Réalisation : Roel Reiné, Chris Fisher, Billy Gierhart, Neasa Hardiman, David Straiton, Kevin Tancharoen
- Scénario : Scott Buck d'après les personnages créés par Stan Lee et Jack Kirby
- Musique : Sean Callery
- Direction artistique : Carlos Barbosa
- Décors : Bob Kensinger
- Montage : Tim Mirkovich, Kristina Hamilton-Grobler et Radu Ion
- Photographie : Jeff Jur
- Costumes : Roland Sanchez
- Effets spéciaux de maquillage : Optic Nerve
- Effets visuels : Alchemy Studios, Shade VFX, ILP VFX et SPIN VFX
- Producteurs : Geoffrey Colo, Kevin Feige et Jean Higgins
- Producteur consultant : Charles Murray
- Coproducteurs : Vail Romeyn et Wendy Willming
- Coproducteurs exécutifs : Wendy West, Rick Cleveland et Scott Reynolds
- Producteurs exécutifs : Paul D. Goldman, Roel Reiné, Chris Fisher, Alan Fine, Stan Lee, Joe Quesada, Jim Chory, Jeph Loeb et Scott Buck
- Sociétés de production : ABC Studios, Devilina Productions, Disney-ABC Domestic Television, IMAX Corporation, Marvel Television et Walt Disney Television
- Sociétés de distribution :  ABC
- Pays d'origine :  États-Unis
- Langue originale : anglais
- Format : couleur
- Ratio : 16:9 HD
- Son : Stéréo
- Caméra : Arri Alexa IMAX
- Durée : 8 x 43 minutes
- Dates de première diffusion : 29 septembre 2017 sur ABC

### Diffusion internationale
Les deux premiers épisodes, cumulant plus de 80 minutes, ont été distribués le 1er septembre 2017 dans plus de 1000 cinémas équipés en écrans IMAX à travers un total de 74 pays durant deux semaines. Le réseau ABC a ensuite débuté la diffusion des huit épisodes de la série le 29 septembre.

## Épisodes
La série se compose de huit épisodes.
1. La Face cachée de la lune (Behold… The Inhumans)
2. Perdus en terre inconnue (Those Who Would Destroy Us)
3. Diviser pour mieux régner (Divide - And Conquer)
4. Course contre la montre (Make Way for… Medusa)
5. Aux grands maux les grands remèdes (Something Inhuman This Way Comes)
6. Les Loyalistes (The Gentleman's Name is Gorgon)
7. Chaos en territoire secret (Havoc in the Hidden Land)
8. Le Retour de Black Bolt (…And Finally: Black Bolt)

## Univers de la série

### Personnages
Blackagar Boltagon / Flèche noire
Roi des Inhumains d'Attilan, il est respecté de ses sujets. Son pouvoir réside dans sa voix, capable de créer des ondes destructrices qui le forcent au silence et laissent donc parfois ses pensées sujettes à interprétation.
Médusa
Reine des Inhumains, épouse aimante de Flèche Noire, elle est capable de contrôler sa chevelure comme des tentacules puissants.
Maximus (en) Boltagon
Frère cadet de Flèche noire, protégé par son lien avec le roi, il est méprisé pour être sorti de la tératogénèse en perdant ses gènes d'Inhumain, donc sans aucun pouvoir. Il aspire à ramener les Inhumains sur Terre et conspire pour faire chuter son frère du trône.
Karnak
Il est le stratège de la famille royale, maître en arts martiaux, qui peut naturellement voir la faiblesse de n’importe quoi, que ce soit durant un combat, un mur ou un champ de forces. Il possède un sens de l’humour particulier, son pouvoir le rendant pessimiste.
Gorgone
Chef de la garde royale, ses deux jambes finissent par des sabots de taureau. Lorsqu'il frappe le sol avec eux, il crée des déflagrations soniques ainsi que des séismes. Sa personnalité joviale contraste avec celle de Karnak.
Crystal
Petite sœur de Médusa, elle a le contrôle des quatre éléments : l'eau, la terre, le feu et l'air.
Gueule d'or
Bouledogue de 2 mètres de long et pesant plus d'une demi-tonne. Il est proche de Crystal sur qui il veille depuis son enfance. Il a la capacité de se téléporter.
Louise Fisher
Humaine travaillant au Centre de Contrôle Aérospatial Callisto, elle est fascinée par la Lune. Elle va se retrouver sur la piste de la cité cachée d'Attilan.

## Accueil

### Critiques
Une première critique de la série a été publiée sur le site spoilerv.com le 4 août 2017, brisant l'embargo défini par Marvel Entertainment et retirée par la suite sur demande d'ABC, considérant que le pilote d’Inhumans était très mauvais. Jeph Loeb, président de Marvel Television, a réagi lors de la conférence annuelle de la Television Critics Association, expliquant que les images montrées n'étaient pas représentatives de la version finale.
Le site d'agrégation de critiques Rotten Tomatoes donne un taux d'approbation de 8%, avec une note moyenne de 3,43/10 basées sur 40 critiques. L'avis global sur Inhumans désigne la série comme la plus mauvaise production du MCU en termes de narration, de direction artistique et d'écriture. Metacritic, avec une moyenne pondérée, donne un score de 27/100 basé sur 20 critiques, la plupart mauvaises. Les critiques des deux premiers épisodes diffusés en IMAX étaient globalement négatives. Dans sa critique des premiers épisodes, Matt Webb Mitovich de TVLine considère que la série démarre péniblement mais peut remplir son objectif d'événement en attendant le retour de Les Agents du S.H.I.E.L.D.. Brian Lowry de CNN pense que si Inhumans échoue, ce sera la meilleure preuve du retard pris par Marvel Television par rapport à Warner Bros. Television et DC Comics, qui produisent les séries liées à l'Arrowverse pour la CW.

### Audience
La série a été vue en moyenne par 2,564 millions de téléspectateurs en obtenant un taux d'audience sur les 18/49 ans de 0,62 % sur la tranche horaire de 21 h le vendredi soir.